# Transversal Central
La Transversal Central (E30) es una carretera de Ecuador que atraviesa las Provincias de Manabí, Guayas, Los Ríos, Cotopaxi, Tungurahua, y Pastaza.

## Descripción
La Transvesal Central (E30) está dividida en dos ramales: occidental y oriental. El ramal occidental se origina en la Ciudad costera de Manta (Provincia de Manabí), específicamente en la intersección con la Troncal del Pacífico (E15). Desde dicha intersección, la Transversal Central (E30) toma rumbo oriental, hasta llegar a la ciudad de Portoviejo. Luego de Portoviejo, la Transvesal Central (E30) cruza la cordillera de Chongón y Colonche (Provincia de Manabí) y los planos de la costa (Provincias de Guayas y Los Ríos) y alcanza la ciudad de Quevedo en la Provincia de Los Ríos. En Quevedo, la Transversal Central (E30) conecta con la Troncal de la Costa (E25).
A partir de Quevedo, la Transversal Central (E30) continua en dirección oriental. la carretera asciende y desciende la Cordillera Occidental de los Andes a través de un pase que alcanza alturas de aproximadamente 4000 metros sobre el nivel del mar. Una vez en el valle interandino, la Transversal Central (E30) alcanza la población de Pujilí y la ciudad de Latacunga en la Provincia de Cotopaxi. En Latacunga, la Transversal Central (E30) desemboca en la Troncal de la Sierra (E35) concluyendo así el ramal occidental. 
La Troncal de la Sierra (E35) conecta los ramales occidental y Oriental de la Transversal Central (E30). La unión con el ramal oriental de la Transversal Central (E30) se ubica al sur de la ciudad de Latacunga en la ciudad de Ambato en la Provincia de Tungurahua. El tramo de la Troncal de la Sierra (E35) entre Latacunga y Ambato lleva la denominación E35/E30. Desde Ambato, la Transversal Central (E30) se dirige en dirección oriental y cruza la Cordillera Oriental de los Andes a través del cañón del Río Pastaza ubicado al norte del volcán Tungurahua. La Transversal Central (E30) pasa por la pequeña ciudad de Baños de Agua Santa y continua descendiendo la Cordillera Oriental de los Andes por medio de varios túneles hasta llegar a los planos Amazónicos. Finalmente, la Transversal Central (E30) concluye en la ciudad de Puyo en la Provincia de Pastaza.

## Localidades destacables
De oeste a este:
- [[Archivo:|20x20px|border|Bandera de Manta]] Manta, Manabí
- Montecristi, Manabí
- Portoviejo, Manabí
- Pichincha, Manabí
- Velasco Ibarra, Guayas
- Quevedo, Los Ríos
- Valencia, Los Ríos
- La Maná, Cotopaxi
- Pujilí, Cotopaxi
- [[Archivo:|20x20px|border|Bandera de Latacunga]] Latacunga, Cotopaxi
- San Miguel de Salcedo, Cotopaxi
- Ambato, Tungurahua
- Pelileo, Tungurahua
- Baños, Tungurahua
- Mera, Pastaza
- [[Archivo:|20x20px|border|Bandera de Puyo]] Puyo, Pastaza